# Multiwinia
Multiwinia är ett online-spel som utspelar sig i samma värld som Darwinia. Spelet är utvecklat av det brittiska spelföretaget Introversion Software. Spelet släpptes i september 2008.